# Galería de esperanzas (Chingolo)
Galería de esperanzas (Chingolo) es una película argentina en blanco y negro dirigida por Carlos de la Púa sobre guion de Enrique Cadícamo y Ricardo de Rosas que se estrenó el 12 de septiembre de 1934 y que tuvo como protagonistas a Tulia Ciámpoli, Ricardo de Rosas, Luis Díaz y Nelly Quel.

## Sinopsis
Un aspirante a cantor se ve triunfando en París y Buenos Aires.

## Reparto
- Tulia Ciámpoli
- Ricardo de Rosas
- Luis Díaz
- Nelly Quel

## Comentario
La crónica del diario La Razón afirmó: ”No es una película lograda…falta de cuidadorso manejor de los medios técnicos”.